# Leamna de Jos
Leamna de Jos – wieś w Rumunii, w okręgu Dolj, w gminie Bucovăț. W 2011 roku liczyła 384 mieszkańców.